# Kota Watanabe
Kota Watanabe (渡辺 皓太 Watanabe Kōta?), född 18 oktober 1998 i Kanagawa prefektur, är en japansk fotbollsspelare.
I juni 2019 blev han uttagen i Japans trupp till Copa América 2019.